# Großer Preis der USA 1988
Der Große Preis der USA 1988 (offiziell 7th Enichem Detroit Grand Prix) fand am 19. Juni auf dem Detroit Street Circuit in Detroit statt und war das sechste Rennen der Formel-1-Weltmeisterschaft 1988.

## Berichte

### Hintergrund
Bei Minardi wurde Adrián Campos durch Pierluigi Martini ersetzt, nachdem er dreimal in Folge die Qualifikation verfehlt hatte. Der Spanier beendete daraufhin seine Formel-1-Karriere. Er hatte in rund eineinhalb Jahren nur zweimal das Ziel erreicht.
Mit Ayrton Senna (zweimal) trat ein ehemaliger Sieger zu diesem Grand Prix an.

### Training
Senna qualifizierte sich zum sechsten Mal in Folge für die Pole-Position. Vor seinem McLaren-Teamkollegen Alain Prost, der zuvor in den meisten Fällen den zweiten Startplatz erreicht hatte, befanden sich diesmal die beiden Ferrari-Piloten Gerhard Berger und Michele Alboreto. Thierry Boutsen und Nigel Mansell sicherten sich die Startplätze fünf und sechs.
Während des Trainings am Samstag hatte Ivan Capelli einen schweren Unfall, der den Bruch eines Fußknochens zur Folge hatte. Zudem wurden vier Personen im Bereich der Boxenmauer verletzt. Da Capelli nicht am Rennen teilnehmen konnte, rückte der eigentlich nicht qualifizierte Nicola Larini in die Startaufstellung nach.

### Rennen
Während Senna die Führung vor Berger und Alboreto verteidigte, fiel Prost zunächst hinter Boutsen zurück. Bis zur sechsten Runde schaffte er es jedoch, bis auf den zweiten Rang nach vorn zu gelangen.
In Runde 7 versuchte Boutsen, nachdem er Alboreto bereits überholt hatte, auch Berger zu überholen, doch sein Benetton traf das linke Hinterrad des Ferrari und beschädigte den Reifen, wodurch Berger ausschied. Zwei Runden später kollidierte Boutsens Teamkollege Alessandro Nannini mit Alboreto, als er versuchte, ihn zu überholen. Beide Autos fuhren weiter, aber in Runde 15 kam Nannini mit einer beschädigten rechten Vorderradaufhängung und versagenden Bremsen an die Box. Alboreto fuhr bis zur 46. Runde weiter, als er sich drehte und sich bis auf den siebten Platz zurückfiel. Die Kollisionen ermöglichten es Mansell auf den vierten Platz vorzurücken, nur dass sein Judd-Motor in Runde 19 ausfiel. Teamkollege Riccardo Patrese übernahm die Position bis zur 27. Runde, als auch er mit Motorschaden aufgeben musste.
Erneut ergab sich somit ein Doppelsieg für das McLaren-Team, wobei Senna im Ziel einen Vorsprung von fast 40 Sekunden gegenüber Prost hatte.
Da beide Ferrari ausschieden und auch Nelson Piquet einen Unfall hatte, ergab sich dieselbe Besetzung des Siegerpodiums wie am Wochenende zuvor in Kanada mit Boutsen auf dem dritten Rang. Andrea de Cesaris belegte den vierten Platz vor Jonathan Palmer und Martini.
McLaren führte die Konstrukteurs-Weltmeisterschaft nach dem Rennen mit 78 Punkten sehr deutlich an. Alle anderen Teams kamen zu diesem Zeitpunkt zusammen auf lediglich 72 WM-Punkte.

## Meldeliste
| Team                           | Nr. | Fahrer             | Chassis           | Motor                    | Reifen |
| ------------------------------ | --- | ------------------ | ----------------- | ------------------------ | ------ |
| Camel Team Lotus Honda         | 01  | Nelson Piquet      | Lotus 100T        | Honda RA168E 1.5 V6t     | G      |
| Camel Team Lotus Honda         | 02  | Satoru Nakajima    | Lotus 100T        | Honda RA168E 1.5 V6t     | G      |
| Tyrrell Racing Organisation    | 03  | Jonathan Palmer    | Tyrrell 017       | Ford Cosworth DFZ 3.5 V8 | G      |
| Tyrrell Racing Organisation    | 04  | Julian Bailey      | Tyrrell 017       | Ford Cosworth DFZ 3.5 V8 | G      |
| Canon Williams Team            | 05  | Nigel Mansell      | Williams FW12     | Judd CV 3.5 V8           | G      |
| Canon Williams Team            | 06  | Riccardo Patrese   | Williams FW12     | Judd CV 3.5 V8           | G      |
| West Zakspeed Racing           | 09  | Piercarlo Ghinzani | Zakspeed 881      | Zakspeed 1500/4 1.5 L4t  | G      |
| West Zakspeed Racing           | 10  | Bernd Schneider    | Zakspeed 881      | Zakspeed 1500/4 1.5 L4t  | G      |
| Honda Marlboro McLaren         | 11  | Alain Prost        | McLaren MP4/4     | Honda RA168E 1.5 V6t     | G      |
| Honda Marlboro McLaren         | 12  | Ayrton Senna       | McLaren MP4/4     | Honda RA168E 1.5 V6t     | G      |
| AGS Racing                     | 14  | Philippe Streiff   | AGS JH23          | Ford Cosworth DFZ 3.5 V8 | G      |
| Leyton House March Racing Team | 15  | Maurício Gugelmin  | March 881         | Judd CV 3.5 V8           | G      |
| Leyton House March Racing Team | 16  | Ivan Capelli       | March 881         | Judd CV 3.5 V8           | G      |
| USF&G Arrows Megatron          | 17  | Derek Warwick      | Arrows A10B       | Megatron M12/13 1.5 L4t  | G      |
| USF&G Arrows Megatron          | 18  | Eddie Cheever      | Arrows A10B       | Megatron M12/13 1.5 L4t  | G      |
| Benetton Formula Ltd           | 19  | Alessandro Nannini | Benetton B188     | Ford Cosworth DFR 3.5 V8 | G      |
| Benetton Formula Ltd           | 20  | Thierry Boutsen    | Benetton B188     | Ford Cosworth DFR 3.5 V8 | G      |
| Osella Squadra Corse           | 21  | Nicola Larini      | Osella FA1L       | Osella 890T 1.5 V8t      | G      |
| Rial Racing                    | 22  | Andrea de Cesaris  | Rial ARC1         | Ford Cosworth DFZ 3.5 V8 | G      |
| Lois Minardi Team              | 23  | Pierluigi Martini  | Minardi M188      | Ford Cosworth DFZ 3.5 V8 | G      |
| Lois Minardi Team              | 24  | Luis Pérez-Sala    | Minardi M188      | Ford Cosworth DFZ 3.5 V8 | G      |
| Ligier Loto                    | 25  | René Arnoux        | Ligier JS31       | Judd CV 3.5 V8           | G      |
| Ligier Loto                    | 26  | Stefan Johansson   | Ligier JS31       | Judd CV 3.5 V8           | G      |
| Scuderia Ferrari SpA SEFAC     | 27  | Michele Alboreto   | Ferrari F1-87/88C | Ferrari 033E 1.5 V6t     | G      |
| Scuderia Ferrari SpA SEFAC     | 28  | Gerhard Berger     | Ferrari F1-87/88C | Ferrari 033E 1.5 V6t     | G      |
| Larrousse Calmels              | 29  | Yannick Dalmas     | Lola LC88         | Ford Cosworth DFZ 3.5 V8 | G      |
| Larrousse Calmels              | 30  | Philippe Alliot    | Lola LC88         | Ford Cosworth DFZ 3.5 V8 | G      |
| Coloni SpA                     | 31  | Gabriele Tarquini  | Coloni FC188      | Ford Cosworth DFZ 3.5 V8 | G      |
| EuroBrun Racing                | 32  | Oscar Larrauri     | EuroBrun ER188    | Ford Cosworth DFZ 3.5 V8 | G      |
| EuroBrun Racing                | 33  | Stefano Modena     | EuroBrun ER188    | Ford Cosworth DFZ 3.5 V8 | G      |
| BMS Scuderia Italia            | 36  | Alex Caffi         | Dallara F188      | Ford Cosworth DFZ 3.5 V8 | G      |

## Klassifikationen

### Qualifying
| Pos. | Fahrer             | Konstrukteur    | Vorqualifikation | Vorqualifikation  | 1. Qualifikationstraining | 1. Qualifikationstraining | 2. Qualifikationstraining | 2. Qualifikationstraining | Start |
| Pos. | Fahrer             | Konstrukteur    | Zeit             | Ø-Geschwindigkeit | Zeit                      | Ø-Geschwindigkeit         | Zeit                      | Ø-Geschwindigkeit         | Start |
| ---- | ------------------ | --------------- | ---------------- | ----------------- | ------------------------- | ------------------------- | ------------------------- | ------------------------- | ----- |
| 01   | Ayrton Senna       | McLaren-Honda   | keine Zeit       | –                 | 1:40,606                  | 143,956 km/h              | 1:41,719                  | 142,380 km/h              | 01    |
| 02   | Gerhard Berger     | Ferrari         | keine Zeit       | –                 | 1:42,283                  | 141,595 km/h              | 1:41,464                  | 142,738 km/h              | 02    |
| 03   | Michele Alboreto   | Ferrari         | keine Zeit       | –                 | 1:43,925                  | 139,358 km/h              | 1:41,700                  | 142,407 km/h              | 03    |
| 04   | Alain Prost        | McLaren-Honda   | keine Zeit       | –                 | 1:42,019                  | 141,962 km/h              | 1:43,420                  | 140,039 km/h              | 04    |
| 05   | Thierry Boutsen    | Benetton-Ford   | keine Zeit       | –                 | 1:43,718                  | 139,636 km/h              | 1:42,690                  | 141,034 km/h              | 05    |
| 06   | Nigel Mansell      | Williams-Judd   | keine Zeit       | –                 | 1:43,458                  | 139,987 km/h              | 1:42,897                  | 140,750 km/h              | 06    |
| 07   | Alessandro Nannini | Benetton-Ford   | keine Zeit       | –                 | 1:43,117                  | 140,450 km/h              | 1:45,345                  | 137,480 km/h              | 07    |
| 08   | Nelson Piquet      | Lotus-Honda     | keine Zeit       | –                 | 1:44,352                  | 138,788 km/h              | 1:43,314                  | 140,182 km/h              | 08    |
| 09   | Derek Warwick      | Arrows-Megatron | keine Zeit       | –                 | 1:44,614                  | 138,440 km/h              | 1:43,799                  | 139,527 km/h              | 09    |
| 10   | Riccardo Patrese   | Williams-Judd   | keine Zeit       | –                 | 1:43,810                  | 139,513 km/h              | 1:45,016                  | 137,910 km/h              | 10    |
| 11   | Philippe Streiff   | AGS-Ford        | keine Zeit       | –                 | 1:44,204                  | 138,985 km/h              | 1:44,743                  | 138,270 km/h              | 11    |
| 12   | Andrea de Cesaris  | Rial-Ford       | 1:46,709         | 135,722 km/h      | 1:45,866                  | 136,803 km/h              | 1:44,216                  | 138,969 km/h              | 12    |
| 13   | Maurício Gugelmin  | March-Judd      | keine Zeit       | –                 | 1:44,474                  | 138,626 km/h              | 1:53,243                  | 127,891 km/h              | 13    |
| 14   | Philippe Alliot    | Lola-Ford       | keine Zeit       | –                 | 1:44,590                  | 138,472 km/h              | keine Zeit                | –                         | 14    |
| 15   | Eddie Cheever      | Arrows-Megatron | keine Zeit       | –                 | 1:45,159                  | 137,723 km/h              | 1:44,948                  | 138,000 km/h              | 15    |
| 16   | Pierluigi Martini  | Minardi-Ford    | keine Zeit       | –                 | 1:47,094                  | 135,234 km/h              | 1:45,048                  | 137,868 km/h              | 16    |
| 17   | Jonathan Palmer    | Tyrrell-Ford    | keine Zeit       | –                 | 1:45,268                  | 137,580 km/h              | 1:45,622                  | 137,119 km/h              | 17    |
| 18   | Stefan Johansson   | Ligier-Judd     | keine Zeit       | –                 | 1:45,275                  | 137,571 km/h              | 1:47,135                  | 135,183 km/h              | 18    |
| 19   | Stefano Modena     | EuroBrun-Ford   | 1:46,522         | 135,961 km/h      | 1:45,304                  | 137,533 km/h              | keine Zeit                | –                         | 19    |
| 20   | René Arnoux        | Ligier-Judd     | keine Zeit       | –                 | 1:45,437                  | 137,360 km/h              | 1:47,483                  | 134,745 km/h              | 20    |
| 21   | Ivan Capelli       | March-Judd      | keine Zeit       | –                 | 1:45,544                  | 137,220 km/h              | keine Zeit                | –                         | DNS   |
| 22   | Alex Caffi         | Dallara-Ford    | 1:46,280         | 136,270 km/h      | 1:47,493                  | 134,732 km/h              | 1:45,750                  | 136,953 km/h              | 21    |
| 23   | Julian Bailey      | Tyrrell-Ford    | keine Zeit       | –                 | 1:46,286                  | 136,263 km/h              | 1:47,801                  | 134,348 km/h              | 22    |
| 24   | Oscar Larrauri     | EuroBrun-Ford   | 1:46,650         | 135,797 km/h      | 1:46,390                  | 136,129 km/h              | 1:48,116                  | 133,956 km/h              | 23    |
| 25   | Yannick Dalmas     | Lola-Ford       | keine Zeit       | –                 | 1:46,422                  | 136,088 km/h              | 1:46,447                  | 136,056 km/h              | 24    |
| 26   | Luis Pérez-Sala    | Minardi-Ford    | keine Zeit       | –                 | 1:48,186                  | 133,869 km/h              | 1:46,593                  | 135,870 km/h              | 25    |
| 27   | Nicola Larini      | Osella          | keine Zeit       | –                 | 1:46,623                  | 135,832 km/h              | 1:51,623                  | 129,747 km/h              | 26    |
| DNQ  | Satoru Nakajima    | Lotus-Honda     | keine Zeit       | –                 | 1:47,243                  | 135,047 km/h              | 1:49,353                  | 132,441 km/h              | –     |
| DNQ  | Bernd Schneider    | Zakspeed        | keine Zeit       | –                 | 1:48,423                  | 133,577 km/h              | 1:48,249                  | 133,792 km/h              | –     |
| DNQ  | Piercarlo Ghinzani | Zakspeed        | keine Zeit       | –                 | 1:48,925                  | 132,961 km/h              | 1:48,990                  | 132,882 km/h              | –     |
| DNPQ | Gabriele Tarquini  | Coloni-Ford     | 1:47,312         | 134,960 km/h      | keine Zeit                | –                         | keine Zeit                | –                         | –     |

### Rennen
| Pos. | Fahrer             | Konstrukteur    | Runden | Stopps | Zeit        | Start | Schnellste Runde |
| ---- | ------------------ | --------------- | ------ | ------ | ----------- | ----- | ---------------- |
| 01   | Ayrton Senna       | McLaren-Honda   | 63     | 0      | 1:54:56,035 | 01    | 1:44,992         |
| 02   | Alain Prost        | McLaren-Honda   | 63     | 0      | + 38,713    | 04    | 1:44,836         |
| 03   | Thierry Boutsen    | Benetton-Ford   | 62     | 0      | + 1 Runde   | 05    | 1:45,714         |
| 04   | Andrea de Cesaris  | Rial-Ford       | 62     | 0      | + 1 Runde   | 12    | 1:47,594         |
| 05   | Jonathan Palmer    | Tyrrell-Ford    | 62     | 1      | + 1 Runde   | 17    | 1:46,905         |
| 06   | Pierluigi Martini  | Minardi-Ford    | 62     | 0      | + 1 Runde   | 16    | 1:49,236         |
| 07   | Yannick Dalmas     | Lola-Ford       | 61     | 0      | + 2 Runden  | 24    | 1:49,946         |
| 08   | Alex Caffi         | Dallara-Ford    | 61     | 0      | + 2 Runden  | 21    | 1:48,951         |
| 09   | Julian Bailey      | Tyrrell-Ford    | 59     | 0      | DNF         | 22    | 1:49,330         |
| –    | Luis Pérez-Sala    | Minardi-Ford    | 54     | 0      | DNF         | 25    | 1:51,855         |
| –    | Philippe Alliot    | Lola-Ford       | 46     | 0      | DNF         | 14    | 1:50,223         |
| –    | Stefano Modena     | EuroBrun-Ford   | 46     | 0      | DNF         | 19    | 1:48,243         |
| –    | Michele Alboreto   | Ferrari         | 45     | 1      | DNF         | 03    | 1:45,878         |
| –    | René Arnoux        | Ligier-Judd     | 45     | 0      | DNF         | 20    | 1:49,554         |
| –    | Maurício Gugelmin  | March-Judd      | 34     | 0      | DNF         | 13    | 1:49,224         |
| –    | Riccardo Patrese   | Williams-Judd   | 26     | 0      | DNF         | 10    | 1:46,632         |
| –    | Nelson Piquet      | Lotus-Honda     | 26     | 0      | DNF         | 08    | 1:47,326         |
| –    | Oscar Larrauri     | EuroBrun-Ford   | 26     | 0      | DNF         | 23    | 1:49,782         |
| –    | Derek Warwick      | Arrows-Megatron | 24     | 0      | DNF         | 09    | 1:47,030         |
| –    | Nigel Mansell      | Williams-Judd   | 18     | 0      | DNF         | 06    | 1:46,044         |
| –    | Philippe Streiff   | AGS-Ford        | 15     | 0      | DNF         | 11    | 1:47,326         |
| –    | Alessandro Nannini | Benetton-Ford   | 14     | 0      | DNF         | 07    | 1:46,125         |
| –    | Eddie Cheever      | Arrows-Megatron | 14     | 0      | DNF         | 15    | 1:47,739         |
| –    | Nicola Larini      | Osella          | 7      | 0      | DNF         | 26    | 1:50,703         |
| –    | Gerhard Berger     | Ferrari         | 6      | 0      | DNF         | 02    | 1:45,508         |
| –    | Stefan Johansson   | Ligier-Judd     | 2      | 0      | DNF         | 18    | 1:50,260         |

## WM-Stände nach dem Rennen
Die ersten sechs des Rennens bekamen 9, 6, 4, 3, 2 bzw. 1 Punkt(e). In der Fahrerwertung wurden die besten elf Resultate, in der Konstrukteurswertung alle Resultate gewertet.

### Fahrerwertung
| Pos. | Fahrer             | Konstrukteur    | Punkte |
| ---- | ------------------ | --------------- | ------ |
| 01   | Alain Prost        | McLaren-Honda   | 45     |
| 02   | Ayrton Senna       | McLaren-Honda   | 33     |
| 03   | Gerhard Berger     | Ferrari         | 18     |
| 04   | Thierry Boutsen    | Benetton-Ford   | 11     |
| 05   | Nelson Piquet      | Lotus-Honda     | 11     |
| 06   | Michele Alboreto   | Ferrari         | 9      |
| 07   | Derek Warwick      | Arrows-Megatron | 8      |
| 08   | Jonathan Palmer    | Tyrrell-Ford    | 5      |
| 09   | Andrea de Cesaris  | Rial-Ford       | 3      |
| 10   | Ivan Capelli       | March-Judd      | 2      |
| 11   | Satoru Nakajima    | Lotus-Honda     | 1      |
| 12   | Alessandro Nannini | Benetton-Ford   | 1      |
| 13   | Riccardo Patrese   | Williams-Judd   | 1      |
| 14   | Eddie Cheever      | Arrows-Megatron | 1      |
| 15   | Pierluigi Martini  | Minardi-Ford    | 1      |
| 16   | Yannick Dalmas     | Lola-Ford       | 0      |

| Pos. | Fahrer             | Konstrukteur  | Punkte |
| ---- | ------------------ | ------------- | ------ |
| 17   | Gabriele Tarquini  | Coloni-Ford   | 0      |
| 18   | Stefan Johansson   | Ligier-Judd   | 0      |
| 19   | Nicola Larini      | Osella        | 0      |
| 20   | Alex Caffi         | Dallara-Ford  | 0      |
| 21   | Julian Bailey      | Tyrrell-Ford  | 0      |
| 22   | Philippe Streiff   | AGS-Ford      | 0      |
| 23   | Philippe Alliot    | Lola-Ford     | 0      |
| 24   | Luis Pérez-Sala    | Minardi-Ford  | 0      |
| 25   | Stefano Modena     | EuroBrun-Ford | 0      |
| 26   | Oscar Larrauri     | EuroBrun-Ford | 0      |
| 27   | Piercarlo Ghinzani | Zakspeed      | 0      |
| 28   | Maurício Gugelmin  | March-Judd    | 0      |
| 29   | Adrián Campos      | Minardi-Ford  | 0      |
| –    | René Arnoux        | Ligier-Judd   | 0      |
| –    | Nigel Mansell      | Williams-Judd | 0      |
| –    | Bernd Schneider    | Zakspeed      | 0      |

### Konstrukteurswertung
| Pos. | Konstrukteur    | Punkte |
| ---- | --------------- | ------ |
| 01   | McLaren-Honda   | 78     |
| 02   | Ferrari         | 27     |
| 03   | Benetton-Ford   | 12     |
| 04   | Lotus-Honda     | 12     |
| 05   | Arrows-Megatron | 9      |
| 06   | Tyrrell-Ford    | 5      |
| 07   | Rial-Ford       | 3      |
| 08   | March-Judd      | 2      |
| 09   | Williams-Judd   | 1      |

| Pos. | Konstrukteur  | Punkte |
| ---- | ------------- | ------ |
| 10   | Minardi-Ford  | 1      |
| 11   | Lola-Ford     | 0      |
| 12   | Coloni-Ford   | 0      |
| 13   | Ligier-Judd   | 0      |
| 14   | Osella        | 0      |
| 15   | AGS-Ford      | 0      |
| 16   | EuroBrun-Ford | 0      |
| 17   | Zakspeed      | 0      |
| –    | Dallara-Ford  | 0      |